# Hergensweiler
Hergensweiler är en kommun och ort i Landkreis Lindau i Regierungsbezirk Schwaben i förbundslandet Bayern i Tyskland.
Kommunen ingår i kommunalförbundet Sigmarszell tillsammans med kommunerna Sigmarszell och Weißensberg.